# Chalybura buffonii
Chalybura buffonii là một loài chim trong họ Chim ruồi.